# Olenegorski Gornjak
Die Olenegorski Gornjak (russisch Оленегорский горняк ‚Olenegorsker Bergmann‘, früher bekannt als BDK-91) ist ein Landungsschiff des Projekts 775 (Ropucha-Klasse) der russischen Marine.

## Historie
Im Zuge des russischen Truppenaufbaus vor dem Überfall auf die Ukraine im Februar 2022 verlegte die russische Marine fünf eigentlich in anderen Einsatzgebieten stationierte Schiffe der Ropucha-Klasse in das Schwarze Meer (Minsk, Koroljow, Kaliningrad (alle drei Baltische Flotte), Georgi Pobedonosez und Olenegorski Gornjak (beide Nordflotte)).
Die Olenegorski Gornjak wurde Anfang August 2023 durch einen ukrainischen Seedrohnenangriff vor Noworossijsk schwer beschädigt. Fotos und Videos russischer Militärblogger zeigten die Schlagseite des Schiffes in der Bucht von Noworossijsk nach dem Angriff und berichten von Beschädigungen. Dies war seit der Versenkung der Moskwa im April 2022 das größte russische Kriegsschiff, welches schwer beschädigt wurde.